# Aéroport de Moçâmedes
L'aéroport de Moçâmedes, anciennement de Namide (portugais : Aeroporto de Moçâmedes) (code IATA : MSZ • code OACI : FNMO) est un aéroport desservant Moçâmedes, la capitale de la province de Namibe, en Angola. La piste est située à 6,8 km au sud de la ville. 
Construit en 1960, il a été baptisé en 1975 « Aéroport Youri Gagarine ».Rénové au début des années 2010, il a été rebaptisé « Aéroport international Welwitschia mirabilis », du nom d'une plante exceptionnelle poussant dans la région. 

## Situation
'
| \| 100 km1:5 636 000 \| Cabinda Catumbela Huambo Kuito Luanda Lubango Luéna Ménongue Moçâmedes Ondjiva Saurimo Soyo M'banza · Congo Aéroport international d'Angola |
| 100 km1:5 636 000 |

Carte statique des aéroports de l'Angola.Carte dynamique des aéroports de l'Angola.

## Compagnies aériennes et destinations
| Compagnies           | Destinations                        |
| -------------------- | ----------------------------------- |
| TAAG Angola Airlines | Luanda-Quatro de Fevereiro, Ondjiva |

Édité le 25/06/2017  Actualisé le 25/10/2023